# 1739 Meyermann
1739 Meyermann је астероид главног астероидног појаса са средњом удаљеношћу од Сунца која износи 2,261 астрономских јединица (АЈ).
Апсолутна магнитуда астероида је 12,9.